# Association scientifique finlandaise
L'Association scientifique finlandaise ou Société finlandaise des sciences et des lettres (en suédois : Finska Vetenskaps-Societeten, latin : Societas Scientiarum Fennica, en finnois : Suomen Tiedeseura, en anglais : Finnish Society of Sciences and Letters) est une société savante finlandaise pour les sciences naturelles, les sciences sociales et les  lettres.

## Description

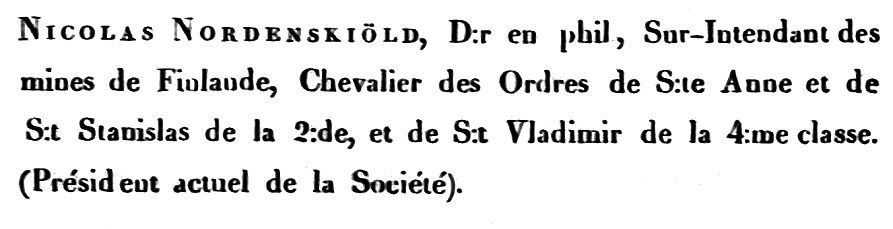
Nordenskiöld N.G. Acta Societatis Scientiarum Fennicae. 1842. T. 1. P. XIII.

La société est fondée en 1838 par une ordonnance du tsar Nicolas Ier de Russie. Elle est  basée à Helsinki mais était à l'origine de langue suédoise. 
La société comporte 120 membres finlandais, qui libèrent leur siège à 67 ans mais restent membres à vie, et 124 membres étrangers.

### Sections
La société a quatre sections :
- Mathématiques et physique ;
- Biologie ;
- Lettres ;
- Sciences sociales.

### Activités
Elle édite un livre des événements de l'année, le  yearbook Sphinx, et quatre séries de publications dans différents domaines. Elle distribue aussi des prix et des bourses pour des travaux scientifiques et académiques.

### Coopérations
L'association a toujours été principalement de langue suédoise ; une autre académie de langue finnoise, l'Académie finlandaise des sciences, a été créée en 1908. De plus, la Finlande a deux académies techniques. Les quatre académies finlandaises ont un organe de coopération, la Délégation des Académies finlandaises des sciences et des lettres.